# Orrhodops americanus
Orrhodops americanus är en tvåvingeart som först beskrevs av Charles Howard Curran 1930.  Orrhodops americanus ingår i släktet Orrhodops och familjen rovflugor. Inga underarter finns listade i Catalogue of Life.